# Петахия из Регенсбурга

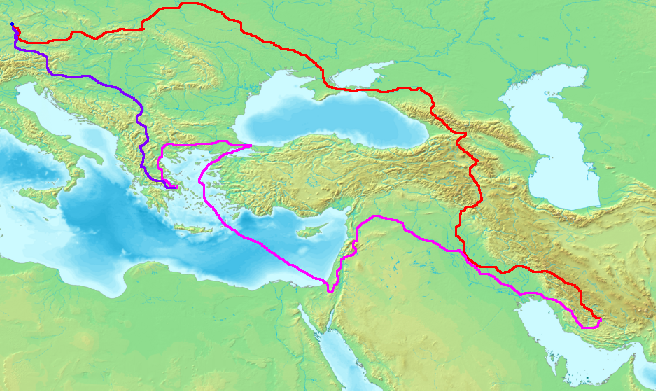
Предположительный маршрут путешествия Петахии

Петахия из Регенсбурга, или Петахья бен-Яков га-Лабан (XII — начало XIII века, точные даты жизни неизвестны), — чешский раввин и путешественник XII века, современник Вениамина Тудельского, предпринявший длительное путешествие, включавшее Восточную Европу, Кавказ и Ближний Восток, и оставивший о нём записки.

## Биография
Родился в Регенсбурге и получил хорошее образование. Его брат Ицхак га-Лабан был известным юристом. В молодости он переселился из Регенсбурга в Прагу.
Возвратившись с Востока, Вениамин Тудельский вызвал в Праге и Регенсбурге интерес среди евреев сообщениями о путешествии. Они могли вызвать в Петахии желание отправиться на Восток и, подобно Вениамину, отыскать страны, подходящие для иммиграции евреев. Возможно также, что пражская еврейская община побудила Петахию совершить путешествие в Вавилонию — как страну, наиболее, по его мнению, удобную для переселения евреев Германии и Чехии.
Через Польшу Петахия отправился в Киев, а оттуда в Крым. Петахия посетил Армению и Вавилонию, где пробыл более продолжительное время, и ознакомился с бытом страны и местных евреев. Через Сирию и Палестину, которым Петахия посвятил меньше внимания, путешественник отправился обратно в Европу, через Грецию и Балканы вернулся в Прагу, где посетил своего брата-тосафиста, га-Лабана, и передал ему список талмудических мудрецов, погребённых в Вавилонии.
Точная датировка его путешествия неизвестна, но предполагается, что Петахия покинул Прагу между 1170 и 1180 годами, а Иерусалим посетил приблизительно в 1187 году, потому как он описывает этот город находящимся под властью Иерусалимского королевства. Поскольку по возвращении, Петахия передал свои рукописи своему бывшему учителю Иуде Благочестивому, предполагается, что он вернулся в Прагу до смерти последнего в 1217 году. В качестве возможной даты смерти самого Петахии иногда указывается 1225 год.

## Издание записок
Согласно Штейншнейдеру, заметки о путешествии Петахии были собраны Иудой га-Хасидом, но против этого говорит одно место в описании путешествия: «Р. Иуда га-Хасид не хотел записать этого». Грюнхут полагает, что здесь указано на одну версию, редактором которой мог быть Иуда га-Хасид; она, быть может, послужила основой для описания путешествия, появившегося в Праге в 1595 году под заглавием «Сиббуб» (Круговое путешествие), или «Сиббуб ха-Олам», причём к первоначальной версии прибавлены устные сообщения или же из неё выпущены разные места, чем объясняется отрывочный характер описания путешествия.
- Вагензейль издал «Сиббуб» с латинским переводом (1687),
- Д. Оттензоозер — с немецким переводом и комментариями (Фюрт, 1844),
- Кармоли — с французским переводом (1831),
- А. Бениш — с английским переводом (1856),
- еврейский текст с русским переводом издан Марголиным в его книге «Три путешествия» (1881),
- критическое издание с примечаниями, введением и немецким переводом принадлежит Л. Грюнхуту (Иерусалим, 1904).